# العلاقات السلوفينية السويسرية
العلاقات السلوفينية السويسرية هي العلاقات الثنائية التي تجمع بين سلوفينيا وسويسرا.

## مقارنة بين البلدين
هذه مقارنة عامة ومرجعية للدولتين:
| وجه المقارنة                                              | سلوفينيا                                                      | سويسرا                                                                                      |
| --------------------------------------------------------- | ------------------------------------------------------------- | ------------------------------------------------------------------------------------------- |
| المساحة (كم2)                                             | 20.27 ألف                                                     | 41.28 ألف                                                                                   |
| عدد السكان (نسمة)                                         | 2.07 مليون                                                    | 8.21 مليون                                                                                  |
| الكثافة السكانية (ن./كم²)                                 | 102.12                                                        | 198.89                                                                                      |
| العاصمة                                                   | ليوبليانا                                                     | برن                                                                                         |
| اللغة الرسمية                                             | اللغة السلوفينية، اللغة الإيطالية، لغة مجرية                  | اللغة الألمانية، اللغة الإيطالية، لغة فرنسية، اللغة الرومانشية، الألمانية السويسرية الموحدة |
| العملة                                                    | يورو، تولار سلوفيني                                           | فرنك سويسري                                                                                 |
| الناتج المحلي الإجمالي (بليون دولار)                      | 48.77 مليار                                                   | 678.89 مليار                                                                                |
| الناتج المحلي الإجمالي (تعادل القوة الشرائية) بليون دولار | 66.01 مليار                                                   | 518.07 مليار                                                                                |
| الناتج المحلي الإجمالي الاسمي للفرد دولار أمريكي          | 20.73 ألف                                                     | 80.94 ألف                                                                                   |
| الناتج المحلي الإجمالي للفرد دولار أمريكي                 | 30.40 ألف                                                     | 59.54 ألف                                                                                   |
| مؤشر التنمية البشرية                                      | 0.880                                                         | 0.930                                                                                       |
| رمز المكالمات الدولي                                      | +386                                                          | +41                                                                                         |
| رمز الإنترنت                                              | .si                                                           | .ch، .swiss ‏                                                                                |
| المنطقة الزمنية                                           | توقيت وسط أوروبا، ت ع م+01:00، ت ع م+02:00، أوروبا/ليوبليانا ‏ | توقيت وسط أوروبا، ت ع م+01:00، ت ع م+02:00، أوروبا/زيورخ ‏                                   |

## مدن متوأمة
في ما يلي قائمة باتفاقيات التوأمة بين مدن سلوفينية وسويسرية:
- ترتبط كامنيك مع Kerns, Switzerland [الإنجليزية]‏ باتفاقية توأمة.

## منظمات دولية مشتركة
يشترك البلدان في عضوية مجموعة من المنظمات الدولية، منها:
| علم المنظمة | اسم المنظمة                               | تاريخ انضمام سلوفينيا | تاريخ انضمام سويسرا |
| ----------- | ----------------------------------------- | --------------------- | ------------------- |
|             | مؤسسة التمويل الدولية                     | 25 فبراير 1993        | 29 مايو 1992        |
|             | مجموعة أستراليا                           | 2004                  | 1987                |
|             | يونسكو                                    | 27 مايو 1992          | 28 يناير 1949       |
|             | مجموعة الموردين النوويين                  | ?                     | ?                   |
|             | مؤسسة التنمية الدولية                     | 25 فبراير 1993        | 29 مايو 1992        |
|             | منظمة التعاون الاقتصادي والتنمية          | ?                     | ?                   |
|             | المركز الدولي لتسوية المنازعات الاستشارية | 6 أبريل 1994          | 14 يونيو 1968       |
|             | وكالة ضمان الاستثمار متعدد الأطراف        | 19 مارس 1993          | 12 أبريل 1988       |
|             | منظمة حظر الأسلحة الكيميائية              | ?                     | ?                   |
|             | الاتحاد الدولي للاتصالات                  | 16 يونيو 1992         | 1866                |
|             | الأمم المتحدة                             | 22 مايو 1992          | 10 سبتمبر 2002      |
|             | منظمة الشرطة الجنائية الدولية             | ?                     | ?                   |
|             | البنك الدولي للإنشاء والتعمير             | 25 فبراير 1993        | 29 مايو 1992        |
|             | منظمة الأمن والتعاون في أوروبا            | 24 مارس 1992          | 25 يونيو 1973       |
|             | الاتحاد البريدي العالمي                   | ?                     | ?                   |
|             | منظمة التجارة العالمية                    | ?                     | ?                   |
|             | الفريق المعني برصد الأرض                  | ?                     | ?                   |
|             | المنظمة الأوروبية لسلامة الملاحة الجوية   | 1995                  | 1992                |
|             | مجلس أوروبا                               | ?                     | ?                   |

## وصلات خارجية
- موقع وزارة الخارجية السلوفينية
- موقع وزارة الخارجية السويسرية